# Pennatomys nivalis
Pennatomys nivalis (Turvey, Weksler, Morris & Nokkert, 2010) è un roditore della famiglia dei Cricetidi, unica specie del genere Pennatomys (Turvey, Weksler, Morris & Nokkert, 2010), vissuto in epoca storica nelle Piccole Antille.

## Descrizione
Il cranio presentava ossa nasali corte ed ottuse, i margini della regione inter-orbitale leggermente convergenti anteriormente e i fori palatali lunghi. Gli incisivi superiori erano lisci, i molari avevano la corona bassa, quelli inferiori avevano tre radici il secondo e due il terzo.

## Distribuzione e habitat
Questa specie è conosciuta attraverso alcuni crani e scheletri parziali rinvenuti in depositi datati tardo Olocene sulle isole caraibiche di Sint Eustatius, Saint Kitts e Nevis.

## Conservazione
Questa specie non è mai stata osservata in vita durante il periodo storico del colonialismo sebbene sia probabile che fosse presente durante l'era pre-colombiana e che quindi sopravvisse al primo impatto umano. Diversi rapporti riferiscono di ratti di aspetto insolito e molto differenti dal ratto nero mangiati dai nativi almeno nel XII, XIII, XIX secolo e fino al 1930. Spedizioni avvenute nel 2009 nelle foreste dell'isola di Nevis non hanno trovato alcuna traccia di questo roditore ma invece hanno confermato una forte presenza di manguste e ratti neri.
La IUCN Red List, classifica P.nivalis come specie estinta (EX).